# OŠK Slovenský Grob
OŠK Slovenský Grob là một câu lạc bộ bóng đá Slovakia, đến từ thị trấn Slovenský Grob. Câu lạc bộ được thành lập năm 1932.